# (4275) Bogustafson
(4275) Bogustafson es un asteroide perteneciente al cinturón de asteroides descubierto por Schelte John Bus desde el Observatorio de Siding Spring, cerca de Coonabarabran, Australia, el 1 de marzo de 1981.

## Designación y nombre
Bogustafson recibió al principio la designación de 1981 EW14.
Posteriormente, en 1996, se nombró en honor del astrofísico sueco Bo Gustafson.

## Características orbitales
Bogustafson está situado a una distancia media de 2,658 ua del Sol, pudiendo alejarse hasta 3,124 ua y acercarse hasta 2,191 ua. Su excentricidad es 0,1755 y la inclinación orbital 13,02 grados. Emplea 1583 días en completar una órbita alrededor del Sol.

## Características físicas
La magnitud absoluta de Bogustafson es 14,2.